# Palazzo Agostini Suarez
Palazzo Agostini Suarez è un edificio storico del centro di Firenze, situato in via Maggio 6. 

## Storia e descrizione
L'edificio, sviluppato su quattro piani organizzati per quatto assi, risulterebbe costruito per la famiglia Agostini o Agustini, ramo della famiglia Agostini di Pisa, estintosi nei Suarez Agostini di Siena.  Vi visse Marcello di Paolo Agostini, amico di Giorgio Vasari e "familiare" di Cosimo I de' Medici, che nel 1564 ottenne l'investitura feudale di signore di Caldana.
Il palazzo è attribuito a Baccio d'Agnolo (e secondo Walther Limburger da collocare nel primo periodo della sua attività) per le tangenze con altri edifici a lui riconducibili, in particolare con il palazzo Borgherini di borgo Santi Apostoli. 
Inusitata l'altezza del primo piano, comprendente il portone di accesso all'abitazione, posto decentrato dal lato destro e incorniciato da bugne, e una fila di quattro piccole finestre quadrate con cornici in pietra. Il piano nobile mostra quattro ampie finestre ad arco, unite da un ricorso di notevole aggetto, sempre incorniciate da bugne. Lo stesso motivo, questa volta con l'uso di conci piani, si ripete all'ultimo piano. Al centro della facciata è un grande scudo con l'aquila che aggrinfia il torsello di lana lavorata, insegna dell'Arte di Calimala. Sulla rosta del portone di ingresso sono le iniziali C.B. 
La facciata è stata restaurata nel 2012.